# Barbu Știrbei (1872-1946)
Pour les articles homonymes, voir Barbu Știrbei.
Le prince Barbu Știrbei est un aristocrate et homme d'État roumain né le 4 novembre 1872 à Buftea et mort à Bucarest le 26 mars 1946 qui a été brièvement président du Conseil des ministres du royaume de Roumanie en juin 1927.

## Biographie
Barbu est le fils du prince Alexandru B. Știrbei (ro) et son épouse Maria Ghika-Comăneşti, et petit-fils de Barbu Démètre Știrbei, l'ancien prince de Valachie mort en 1869.
Il épouse sa cousine, la princesse Nadèje Bibescu, vers 1895, qui lui donnera quatre filles. Elle était la fille du prince Georges Bibesco et de Valentine de Riquet de Caraman-Chimay.
Il occupe une place non négligeable dans l'histoire de la Roumanie en raison de son rôle de confident de la reine Marie, elle-même une figure très influente dans les cercles gouvernementaux roumains avant l'accession au trône de son fils Carol. Ştirbei et la reine Marie ayant entretenu une relation amoureuse, on soupçonne celui-ci d'être le père de ses plus jeunes enfants, Mircea, né en 1913 et mort en bas âge, et la princesse Ileana, née en 1909.
Peu de temps après le coup d'État du roi Michel le 23 août 1944 contre la dictature d'Antonescu, il se rend à Moscou avec la délégation roumaine pour signer le 12 septembre l'accord d'armistice entre la Roumanie et l'Union soviétique.

## Sources
- (en) Cet article est partiellement ou en totalité issu de l’article de Wikipédia en anglais intitulé « Barbu Ştirbey » (voir la liste des auteurs).